# رادک دوسودیل
رادک دوسودیل (انگلیسی: Radek Dosoudil؛ زادهٔ ۲۰ ژوئن ۱۹۸۳) بازیکن فوتبال اهل جمهوری چک است.
از باشگاه‌هایی که در آن بازی کرده‌است می‌توان به باشگاه فوتبال اسپارتا پراگ، باشگاه فوتبال دنیزلی اسپور، باشگاه فوتبال اسلوان براتیسلاوا، باشگاه فوتبال باومیت یابلونتس، باشگاه فوتبال دینامو تفلیس، باشگاه فوتبال ملادا بولسلاف، و باشگاه فوتبال اسلاویا پراگ اشاره کرد.
وی همچنین در تیم‌های ملی فوتبال زیر ۱۷، زیر ۱۹ و زیر ۲۱ سال جمهوری چک بازی کرده‌است.